# Capitulatie van Vilafranca del Penedès
De Capitulatie van Vilafranca del Penedès was een verdrag tussen Karel van Viana, zijn vader Johan II van Aragón en de Diputació van Catalonië gesloten op 21 juni 1461.

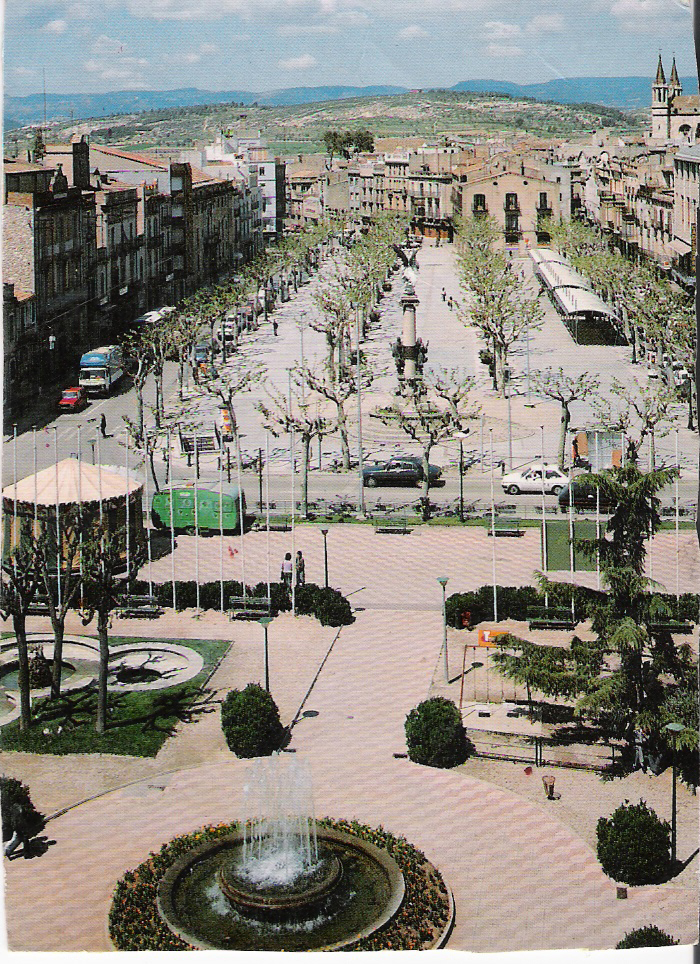
De plaats Vilafranca del Penedès, waar vanaf 1218 Cortes werden gehouden

## Voorgeschiedenis
Na de dood van Blanca I van Navarra ontstond een strijd om de troon tussen haar voormalig echtgenoot Johan II van Aragón en hun zoon Karel.  Karel werd gesteund door een factie van edelen, de Beaumonteses, zijn achterban in het koninkrijk Aragón en door een belangrijk deel van Catalonië, dat streefde naar meer onafhankelijkheid.
In 1450 ontaardde deze strijd in een gewapend conflict die in 1451 in het voordeel van Johan werd beslist. Karel gaf echter zijn claim op de troon niet op. Hij zocht steun bij zijn oom Alfons V, koning van Aragón. Zijn aanhangers zetten de strijd voort. 
Karel werd in Lerida op 2 december 1460 opnieuw door zijn vader gearresteerd nadat was ontdekt dat hij steun zocht bij Hendrik IV van Castilië. 
Op dit tijdstip was de voorloper van het Catalaanse Parlement,  de Corts Catalanes, bijeen en meteen werd er een fel protest aangetekend tegen de arrestatie van Karel. De Catalanen gaven de Diputació opdracht tot het vormen van een speciale commissie, de Consell del Principat.  Dat gebeurde al op 8 december 1460. De anders zo verdeelde Catalaanse facties, de Biga en de Busca, vonden elkaar en Johan II kreeg te maken met een brede oppositie.

## Capitulatie
Op 8 januari 1461 werd een nieuwe zitting gehouden. Tijdens deze zitting besloot Joan Dusai, een rechtsgeleerde, dat koning Johan vier van de Usatges van Barcelona, grondwettelijke regels, had overtreden. Bovendien had de koning zich niet aan de Furs de Lleida gehouden. De vergadering eiste van de koning dat hij Karel formeel zou aanwijzen als zijn oudste zoon en erfgenaam. Johan II weigerde dit en de Consell del Principat bracht een leger bijeen dat onder bevel van Bernat Joan de Cabrera, graaf van Modica. Dit leger bezette Fraga. Een Castiliaans leger onder leiding van Lodewijk II van Beaumont trok Aragón binnen.
Johan gaf zich in februari 1461 over. Karel werd op 25 februari vrijgelaten. 
De capitulatie werd op 21 juni 1461 getekend. Johan II werd via ondertekening gedwongen tot het erkennen van de Diputació. Bovendien moest hij het recht op troonopvolging voor de kroon van Navarra door Karel vastleggen. Koningin Johanna onderhandelde namens haar echtgenoot met de verschillende partijen.
Verder werd besloten dat Johan II niet zonder toestemming van de Consell del Principat het vorstendom Catalonië binnen mocht.

## Vervolg
Karel stierf kort na het tekenen van het verdrag, op 23 september. Na zijn dood ontstond er opnieuw verdeeldheid onder de tegenstanders van Johan II. Er brak een strijd uit tussen de verschillende partijen, die ontaardde in de Catalaanse Burgeroorlog, ook de oorlog tegen Johan II genoemd.